# الجردامی (حزم العدین)
الجردامی (انگلیسی: Al-Jirdami) محله‌ای واقع در استان اب است. در سال ۲۰۰۴ جمعیت آن ۵۳ تن بود.